# Rhizosmilia sagamiensis
Rhizosmilia sagamiensis är en korallart som först beskrevs av Katsuyuki Eguchi 1968.  Rhizosmilia sagamiensis ingår i släktet Rhizosmilia och familjen Caryophylliidae. Inga underarter finns listade i Catalogue of Life.